# 巴沙瓦焦
巴沙瓦焦（Pasarwajo）是印度尼西亚东南苏拉威西省的一个城镇，是布顿县的县治所在，位于苏拉威西岛东南的布顿岛南部，东滨班达海瓦焦湾（Wajo）。2010年统计，巴沙瓦焦所在的巴沙瓦焦区（Kecamatan Pasarwajo）共有37,067人。

## 资料来源
1. ↑  Biro Pusat Statistik, Jakarta, 2011.